# Campionato per club CFU
Il Campionato per Club CFU (CFU Club Championship in inglese) è stata una competizione di calcio internazionale a cadenza annuale disputata nell'ambito della CFU. Partecipano di diritto i vincitori del campionato dei vari Paesi dell'area. In passato alcuni club hanno rinunciato alla competizione (spesso per problemi economici) e sono stati sostituiti da club di altri Paesi. Si spiega in questo modo la presenza di più team dello stesso Paese nello stesso Campionato.
A partire dall'edizione 2008-09 le tre squadre meglio piazzate (le due finaliste e la vincitrice della finale per il terzo/quarto posto) partecipano di diritto alla CONCACAF Champions League. Mentre dalla stagione 2020-21, solo la squadra vincitrice ha accesso alla massima competizione continentale per Club. L'edizione 2022 è stata l'ultima della storia della competizione che è stata rimpiazzata da una nuova coppa nell'ambito più ampio della riforma della CONCACAF Champions Cup, la CONCACAF Caribbean Cup.

## Albo d'oro
| Stagione | Vincitore        | Finalista     |
| -------- | ---------------- | ------------- |
| 1997     | United Petrotrin | Seba United   |
| 1998     | Joe Public       | Caledonia AIA |
| 2000     | Joe Public       | W Connection  |

| Stagione | Gruppo A       | Gruppo B      |
| -------- | -------------- | ------------- |
| 2001     | W Connection   | Defence Force |
| 2002     | Arnett Gardens | W Connection  |

| Stagione | Vincitore         | Risultato                       | Finalista         |
| -------- | ----------------- | ------------------------------- | ----------------- |
| 2003     | San Juan Jabloteh | 2 - 1 / 1 - 2 3 - 3 (4 - 2 dcr) | W Connection      |
| 2004     | Harbour View      | 1 - 1 / 2 - 1 3 - 2             | Tivoli Gardens    |
| 2005     | Portmore United   | 1 - 2 / 4 - 0 5 - 2             | SV Robinhood      |
| 2006-07  | W Connection      | 1 - 0                           | San Juan Jabloteh |

| Stagione | Vincitore             | Risultato   | Finalista             | Terzo posto           |
| -------- | --------------------- | ----------- | --------------------- | --------------------- |
| 2007     | Harbour View          | 2 - 1       | Joe Public            | Puerto Rico Islanders |
| 2009     | W Connection          | 2 - 1       | Puerto Rico Islanders | San Juan Jabloteh     |
| 2010     | Puerto Rico Islanders | [ 2 ]       | Joe Public F.C.       | San Juan Jabloteh     |
| 2011     | Puerto Rico Islanders | 3 - 1 (dts) | Tempête               | Alpha United          |
| 2012     | Caledonia AIA         | 4 - 3 (dcr) | W Connection          | Puerto Rico Islanders |

| Stagione | Gruppo A     | Gruppo B | Play-off      |
| -------- | ------------ | -------- | ------------- |
| 2013     | W Connection | Valencia | Caledonia AIA |

| Stagione | Gruppo A   | Gruppo B   | Gruppo C     |
| -------- | ---------- | ---------- | ------------ |
| 2014     | Bayamón FC | Waterhouse | Alpha United |

| Stagione | Vincitore        | Risultato   | Finalista         | Terzo posto        |
| -------- | ---------------- | ----------- | ----------------- | ------------------ |
| 2015     | Central          | 2 - 1       | W Connection      | Montego Bay United |
| 2016     | Central          | 3 - 0       | W Connection      | Don Bosco          |
| 2017     | Cibao            | 1 - 0       | San Juan Jabloteh | Portmore United    |
| 2018     | Atlético Pantoja | 6 - 5 (dcr) | Arnett Gardens    | Portmore United    |
| 2019     | Portmore United  | [ 2 ]       | Waterhouse        | AS Capoise         |
| 2021     | Cavaly           | 3 - 0       | Inter Moengotapoe |                    |
| 2022     | Violette         | 4- 3 (dcr)  | Cibao             | Atlético Vega Real |

## Statistiche

### Partecipazioni
- Dati aggiornati all'edizione 2022

| Federazione               | Edizioni | Anni                                                 |
| ------------------------- | -------- | ---------------------------------------------------- |
| Trinidad e Tobago         | 20       | 1997-98, 2000-07, 2009-18                            |
| Giamaica                  | 18       | 1997-98, 2000, 2002-07, 2009, 2013-19, 2022          |
| Haiti                     | 18       | 2000-02, 2006-07, 2009-17, 2018-19, 2021-22          |
| Suriname                  | 16       | 1997, 2000-01, 2003-05, 2007, 2009-12, 2014-17, 2021 |
| Antigua e Barbuda         | 12       | 2000-01, 2004-07, 2009, 2011-13, 2015, 2017          |
| Curaçao                   | 11       | 2000-01, 2003, 2005-07, 2009-10, 2012, 2014, 2021    |
| Porto Rico                | 10       | 2006-07, 2009-14, 2017, 2021                         |
| Guyana                    | 9        | 1997, 2001, 2006, 2009-12, 2014-15                   |
| Dominica                  | 8        | 2000, 2002-03, 2005, 2007, 2009-11                   |
| Isole Cayman              | 7        | 2002, 2010-12, 2014, 2016-17                         |
| Guadalupa                 | 7        | 1997-98, 2014-17, 2021                               |
| Martinica                 | 6        | 1997-98, 2000-02, 2021                               |
| Saint Lucia               | 5        | 2000-02, 2005, 2011                                  |
| Isole Vergini Americane   | 5        | 2001, 2005-07, 2015                                  |
| Repubblica Dominicana     | 5        | 2016-18, 2021-22                                     |
| Saint Vincent e Grenadine | 5        | 1997-98, 2010, 2017, 2021                            |
| Aruba                     | 4        | 2005-07, 2009                                        |
| Barbados                  | 4        | 1997-98, 2000, 2003                                  |
| Saint Kitts e Nevis       | 4        | 2001, 2003, 2007, 2011                               |
| Bermuda                   | 4        | 2010-12, 2016                                        |
| Montserrat                | 2        | 2004, 2017                                           |
| Sint Maarten              | 2        | 2017, 2021                                           |
| Cuba                      | 1        | 2007                                                 |
| Saint-Martin              | 1        | 2004                                                 |
| Grenada                   | 1        | 2003                                                 |
| Turks e Caicos            | 1        | 2003                                                 |
| Isole Vergini britanniche | 1        | 2001                                                 |
| Bahamas                   | 1        | 2015                                                 |
| Bonaire                   | 1        | 2021                                                 |
| Guyana francese           | 1        | 2021                                                 |
| Anguilla                  | –        | –                                                    |

### Vittorie per Nazione
| Nazione           | Vincitori | Vicecampioni | Club campioni | Club vicecampioni                                                          |
| ----------------- | --------- | ------------ | --- | -------------------------------------------------------------------------- |
| Trinidad e Tobago | 11        | 11           | W Connection (3), Joe Public (2), Central (2), San Juan Jabloteh (1), United Petrotrin (1), Defence Force (1), Caledonia AIA (1) | W Connection (6), Joe Public (2), San Juan Jabloteh (2), Caledonia AIA (1) |
| Giamaica          | 4         | 5            | Harbour View (2), Portmore United (2)                                                                                            | Arnett Gardens (2), Tivoli Gardens (1), Seba United (1), Waterhouse (1)    |
| Porto Rico        | 2         | 1            | Puerto Rico Islanders (2) | Puerto Rico Islanders (1)                                                  |
| Haiti             | 2         | 1            | Cavaly (1), Violette (1) | Tempête (1)                                                                |
| Rep. Dominicana   | 2         | 1            | Cibao (1), Atlético Pantoja (1)                                                                                                  | Cibao (1)                                                                  |
| Suriname          | 0         | 2            | | Robinhood (1), Intermoengotapoe (1)                                        |

### Vittorie per Squadra
| Squadra               | Vittorie | Secondi posti | Anni vittorie         | Anni Secondi posti                 |
| --------------------- | -------- | ------------- | --------------------- | ---------------------------------- |
| W Connection          | 3        | 6             | 2009, 2006-2007, 2002 | 2003, 2001, 2000, 2012, 2015, 2016 |
| Joe Public            | 2        | 2             | 2000, 1998            | 2007, 2010                         |
| Puerto Rico Islanders | 2        | 1             | 2010, 2011            | 2009                               |
| Central               | 2        | 0             | 2015, 2016            |                                    |
| Harbour View          | 2        | 0             | 2007, 2004            |                                    |
| Portmore United       | 2        | 0             | 2005, 2019            |                                    |
| San Juan Jabloteh     | 1        | 2             | 2003                  | 2006-2007, 2017                    |
| Caledonia AIA         | 1        | 1             | 2012                  | 1998                               |
| Cibao                 | 1        | 1             | 2017                  | 2022                               |
| United Petrotrin      | 1        | 0             | 1997                  |                                    |
| Defence Force         | 1        | 0             | 2001                  |                                    |
| Atlético Pantoja      | 1        | 0             | 2018                  |                                    |
| Cavaly                | 1        | 0             | 2021                  |                                    |
| Violette              | 1        | 0             | 2022                  |                                    |
| Seba United           | 0        | 1             |                       | 1997                               |
| Arnett Gardens        | 0        | 1             |                       | 2002, 2018                         |
| Tivoli Gardens        | 0        | 1             |                       | 2004                               |
| SV Robinhood          | 0        | 1             |                       | 2005                               |
| Tempête               | 0        | 1             |                       | 2011                               |
| Waterhouse            | 0        | 1             |                       | 2019                               |
| Inter Moengotapoe     | 0        | 1             |                       | 2021                               |